# Lynchburg, South Carolina
Lynchburg är en stad av typen town i Lee County i den amerikanska delstaten South Carolina med en yta av 2,9 km² och en folkmängd, som uppgår till 588 invånare (2000). 31,1 % av befolkningen var under fattigdomsgränsen enligt 2000 års folkräkning. Över 70 % av befolkningen är afroamerikaner.